# The Martins
The Martins è un film del 2001 scritto e diretto da Tony Grounds con protagonisti Lee Evans e Kathy Burke. La pellicola è stata distribuita in Italia il 26 luglio 2002.

## Trama
Robert Martin dopo aver perso il lavoro è in difficoltà finanziarie e deve provvedere alla moglie, un figlio, una figlia adolescente incinta e una suocera con cui non va d'accordo. In cerca di riscatto investe tutto ciò che gli rimane nelle lotterie nazionali. Vincerne una è il suo sogno ma finirà col perdere ogni cosa. In bancarotta e deluso, deruba una coppia di anziani che avevano vinto il premio dell'ultima lotteria, ovvero una vacanza. Ci porterà così la sua famiglia, viaggio che si rivelerà però turbolento: la suocera dirà alla figlia del tradimento del marito, la figlia adolescente partorirà e Robert verrà arrestato per il furto.